# Myrmecia apicalis
Espèce
Myrmecia apicalis est une espèce de fourmi originaire de Nouvelle-Calédonie, contrairement
à toutes les autres espèces du genre Myrmecia qui sont originaires d'Australie.
L'espèce est décrite pour la première fois en 1883.

## Nom vernaculaire et classement
Du fait de son agressivité, cet insecte social est aussi connu sous le nom vernaculaire de « fourmi bouledogue ».
La fourmi bouledogue appartient au genre Myrmecia, à la sous-famille Myrmeciinae.
La plupart des ancêtres des fourmis du genre Myrmecia n'ont été retrouvés que dans des fossiles, à l’exception de Nothomyrmecia macrops, seul parent vivant actuellement.

## Biologie
La taille moyenne de Myrmecia apicalis est d'environ 13 mm de long
.
Sa morphologie générale, un corps noir et des mandibules jaunes, la rapproche
de Myrmecia pilosula.
Comme toutes les fourmis du genre Myrmecia, l'espèce Myrmecia apicalis engendre des ouvrières reproductrices (gamergates) pouvant assurer la survie d'une colonie en l'absence de reine,.

## Une espèce très rare
Myrmecia apicalis est une espèce ancestrale rarissime qui peuple quelques sites de l'île des Pins et qui est probablement déjà éteinte sur la Grande Terre, île principale de l'archipel néo-calédonien.

## Une espèce menacée d'extinction
Comme toutes les fourmis du genre Myrmecia, les ancêtres de l'espèce Myrmecia apicalis étaient présents partout sur la planète au temps du Gondwana, il y a des dizaines de millions d'années. De nos jours, on ne trouve plus Myrmecia apicalis qu'en Nouvelle-calédonie. Elle est surnommée le « Cagou du monde des insectes » par Edward O. Wilson, le célèbre myrmécologue, fondateur de la sociobiologie, car c'est une espèce relique menacée par une espèce envahissante qui a déjà colonisé de nombreuses îles du Pacifique : la fourmi électrique, originaire du bassin amazonien d'Amérique du Sud,.

## Source de la traduction
- (en) Cet article est partiellement ou en totalité issu de l’article de Wikipédia en anglais intitulé « Myrmecia apicalis » (voir la liste des auteurs).